# Sea Cat
Sea Cat é um míssil naval, para curta-distância do tipo terra-ar. De fabricação britânica, foi concebido para substituir os canhões Bofors 40 mm, nos navios de guerra. A versão terrestre deste armamento é chamada de Tigercat.

## História
O Seacat traça sua história, em última análise, nos experimentos de Belfast SX-A5 para converter o  míssil anti-tanque de Malkara em controle de rádio como uma superfície de curto alcance. míssil ao ar. Isso levou a novas modificações, como o protótipo "Green Light", e finalmente emergiu como Seacat.
De amplamente utilizado, fazendo parte do arsenal da Marinha dos países:
 Argentina
 Austrália
 Brasil
 Chile
 Alemanha
 Índia
 Irão
 Jordânia
 Líbia
 Malásia
 Nova Zelândia
 Países Baixos
 Nigéria
 Catar
 África do Sul
 Suécia
 Tailândia
 Reino Unido
 Venezuela
 Zimbabwe